# 547664 Ozdin
547664 Ozdin este o planetă minoră (asteroid) din centura de asteroizi. A fost descoperită pe 28 octombrie 2010 la Piszkéstetői Obszervatórium⁠(d) de . 
Obiectul prezintă o orbită caracterizată de o semiaxă mare de 2,7849296532904 UAi, o excentricitate de 0,15866261693967, o înclinație de 12,133129080316 ° în raport cu ecliptica.